# Milionia pyrozonis
Milionia pyrozonis är en fjärilsart som beskrevs av Butler 1882. Milionia pyrozonis ingår i släktet Milionia och familjen mätare. Inga underarter finns listade i Catalogue of Life.